# Relax-GAM/2007
Samenstelling van de wielerploeg Relax - GAM in 2007:
| Naam                     | Geboortedatum | Nationaliteit | Ploeg 2006           |
| ------------------------ | ------------- | ------------- | -------------------- |
| Nácor Burgos             | 09-04-1977    | Spanje        |                      |
| Mario de Sárraga         | 22-08-1980    | Spanje        |                      |
| José Miguel Elías        | 15-01-1977    | Spanje        |                      |
| Jorge García Marín       | 23-04-1980    | Spanje        |                      |
| Raúl García de Mateo     | 25-07-1982    | Spanje        |                      |
| Óscar García-Casarrubios | 07-06-1984    | Spanje        |                      |
| Jesús Hernández          | 28-09-1981    | Spanje        |                      |
| Jan Hruška               | 04-02-1975    | Tsjechië      | 3 Molinos Resort     |
| Denis Kudashev           | 04-06-1981    | Rusland       |                      |
| Francisco Mancebo        | 09-03-1976    | Spanje        | Ag2r Prévoyance      |
| José Rafael Martínez     | 19-04-1978    | Spanje        |                      |
| Daniel Moreno            | 05-09-1981    | Spanje        |                      |
| Santi Pérez              | 05-08-1977    | Spanje        | zonder contract      |
| Julián Sánchez           | 26-02-1980    | Spanje        | Comunidad Valenciana |
| Óscar Sevilla            | 29-09-1976    | Spanje        |                      |
| Joaquín Sobrino          | 22-06-1982    | Spanje        | profdebuut           |
| Francisco José Terciado  | 25-03-1981    | Spanje        |                      |
| Ángel Vallejo            | 01-04-1981    | Spanje        |                      |
| Ángel Vicioso            | 13-04-1977    | Spanje        | Liberty Seguros      |

## Overwinningen
Ronde van San Luis
5e etappe: Daniel Moreno
Vuelta Lider al Sur
9e etappe: Francisco Mancebo
Ronde van het Baskenland
3e etappe: Ángel Vicioso
Ronde van Asturië
1e etappe: Ángel Vicioso
Ronde van Catalonië
4e etappe: Óscar Sevilla
Route du Sud
2e etappe: Óscar Sevilla
Eindklassement: Óscar Sevilla
Ronde van Madrid
1e etappe: Ángel Vicioso
3e etappe: Ángel Vicioso
Ronde van Chihuahua
4e etappe: Daniel Moreno
Eindklassement: Francisco Mancebo
Escalada a Montjuïc
1e etappe: Daniel Moreno
2e etappe: Daniel Moreno
Eindklassement: Daniel Moreno